# Desistiment
En Dret processal, s'anomena desistiment l'acte per mitjà del qual la part actora abandona el procés judicial.

## Regulació a Espanya
En el Dret d'Espanya, el desistiment és regulat en els articles 19.1, 19.3, 20.2, 20.3, 25.2 i 396 de la Llei d'Enjudiciament Civil. Supon l'abandó del procés per part del demandant, que deixa imprejutjat el fons de l'assumpte, és per això que res no impedix tornar a plantejar un plet posterior amb el mateix objecte. El desistiment ha de ser total.

### Requisits
- Subjectius: L'actor ha de tindre plena capacitat d'actuació processal i atorgar poder especial que autoritze el procurador a desistir.
- Objectius: Es pot desistir de qualsevol tipus de procés civil, inclosos els d'objecte indisponible (capacitat, filiació, etc.).
- D'activitat: Es pot desistir en qualsevol moment i forma.

### Tipus
- Unilateral: Per voluntat única de l'actor. Ha de ser abans de la contestació a la demanda o la citació de la vista si el demandant està en rebel·lia.
- Bilateral: En la resta de casos. Es dona una audiència al demandat, que haurà de respondre en 10 dies. Si accepta, el secretari judicial dictarà un decret que acorde el sobreseïment. Si no accepta, el Tribunal haurà de resoldre si el procés ha de continuar o si se sobreseu.

### Efectes
El procés acaba per mitjà d'acte o decret. La pretensió quedarà imprejutjada; és a dir, el jutge no es pronunciarà sobre el fons de l'assumpte. La resolució no tindrà efectes de cosa jutjada, llevat que el procés es trobe en segona instància.

### Condemna a costes
Es condemnarà a costes al demandant si el demandat no consentira el desistiment. En cas contrari, no hi haurà condemna expressa a costes.